# St. Georg (Obertraubling)

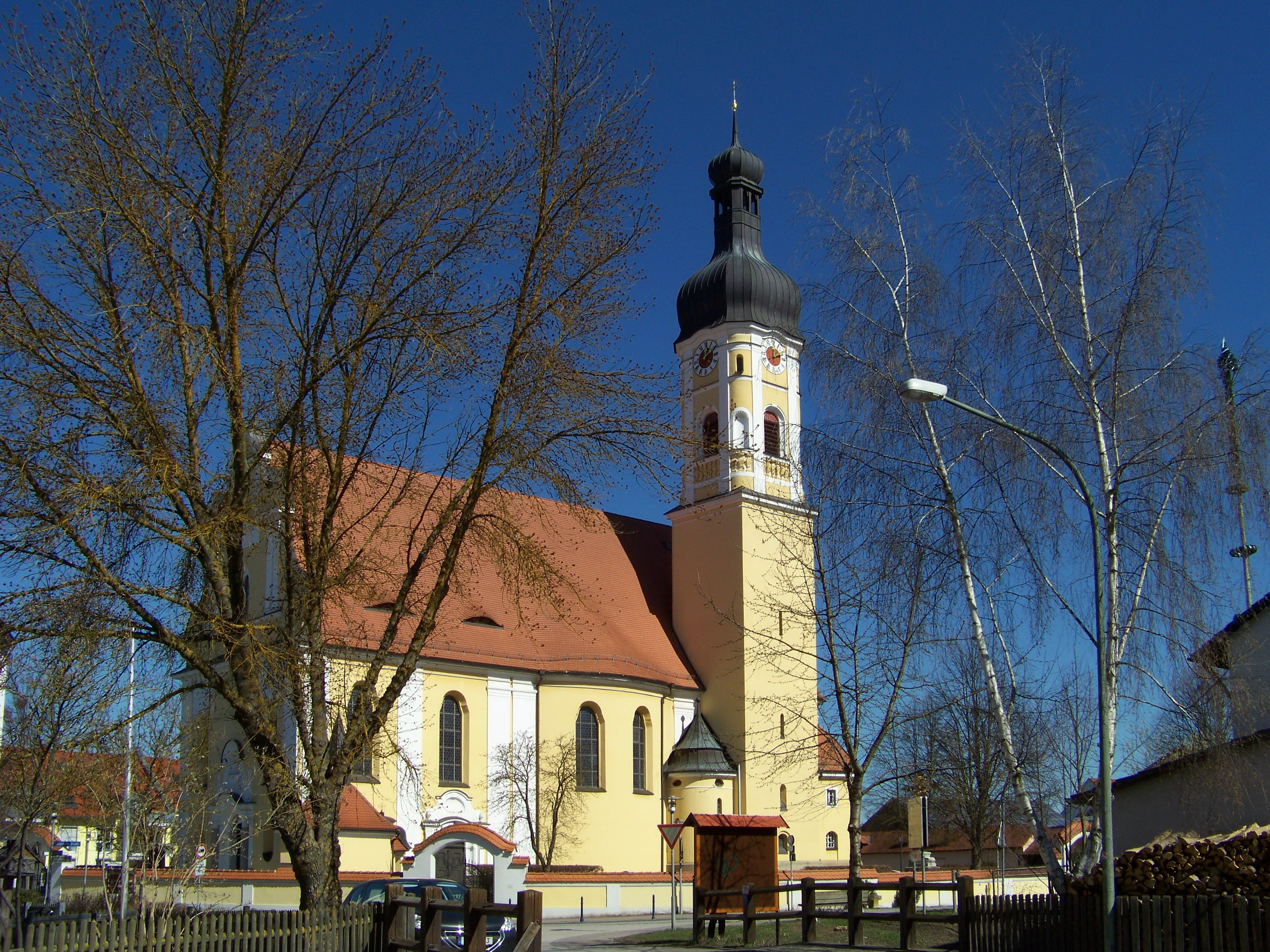
Pfarrkirche St. Georg in Obertraubling

Die katholische Pfarrkirche St. Georg in Obertraubling im Landkreis Regensburg (Bayern) wurde am 5. Juli 1908 anstelle eines Vorgängerbaues im Dorfzentrum an der Sankt-Georg-Straße 1 errichtet.

## Baugeschichte
Es gab wohl bereits eine romanische und später eine gotische Vorgängerkirche. 1759 wurde der Grundstein zu einer barocken Kirche gelegt. Nachdem diese Ende des 19. Jahrhunderts trotz Instandsetzungen immer baufälliger und zu klein wurde, begann man am 4. April 1907 mit dem Abbruch. Nach nur einem Jahr konnte das nach Plänen von Johann Baptist Schott aus München erbaute neue Gotteshaus bereits am 5. Juli 1908 benediziert werden. Aus der alten Kirche wurden einige Teile der Ausstattung übernommen. Am 6. Juni 2006 bekam der Turm einen neu erstellten Turmhelm und mit erneuerter Zwiebel.

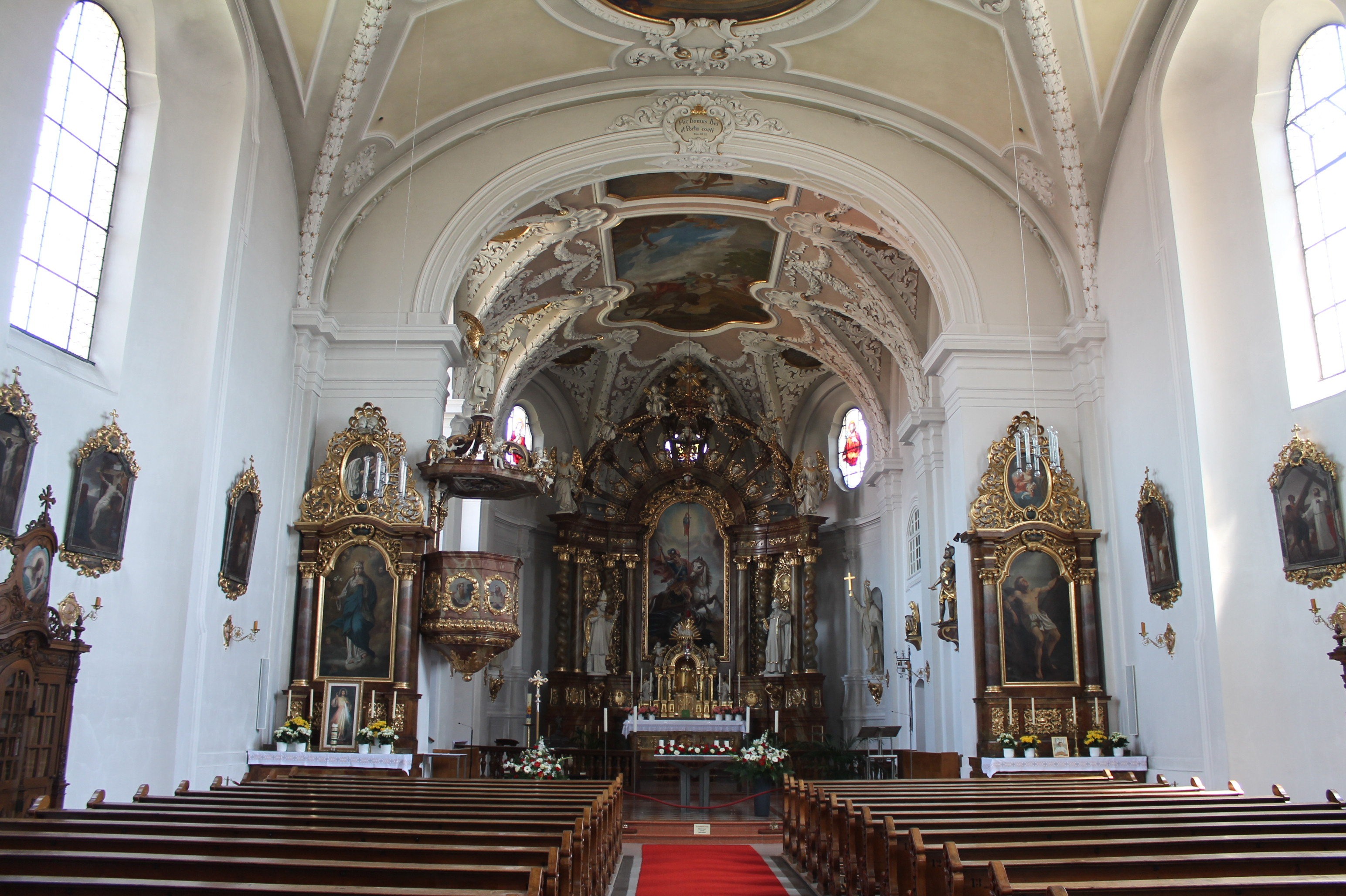
Innenansicht der Pfarrkirche St. Georg in Obertraubling

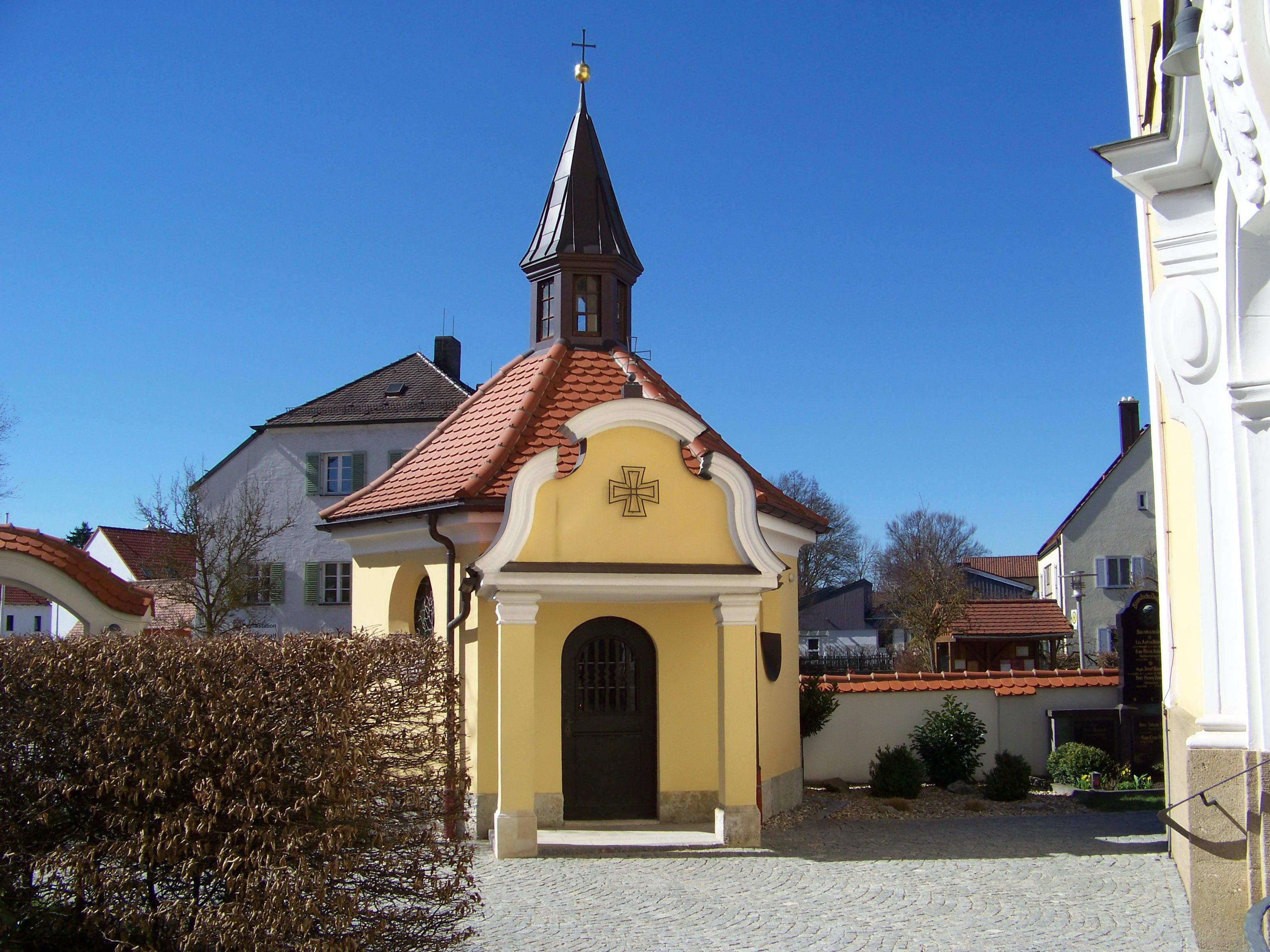
Kriegerkapelle zur Schmerzhaften Muttergottes.

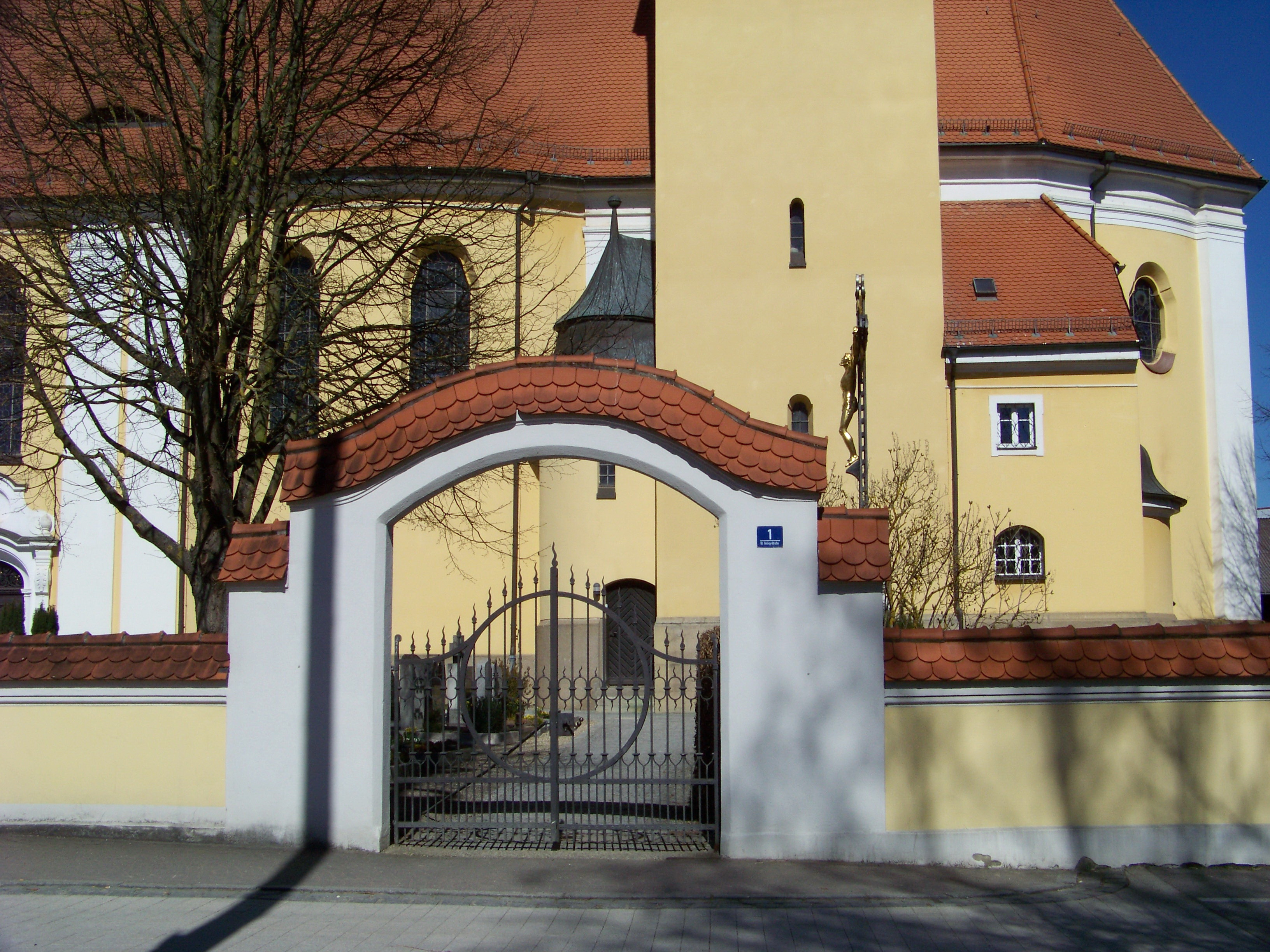
Friedhofsmauer mit segmentbogigen Toren.

## Kirchengebäude und Ausstattung
Der neobarocke Saalbau mit eingezogenem Chor und Schweifgiebel besitzt auch klassizistische und Jugendstilelemente. Der Turm mit mächtigem Helm und Zwiebel weist eine Höhe von 56 Metern auf. Der Hochaltar mit Engeln und Putten von 1913, angefertigt durch die Firma Jakob Helmer aus Regensburg, wie auch die Kirche selbst wurde erst am 25. Mai 1919 durch Bischof Antonius de Henle konsekriert. Das ursprüngliche Hochaltarbild Aufnahme des hl. Georgs in den Himmel ist seit Kriegsende verschollen und war gemalt von dem Kunstmaler Josef Wittmann Maler des Neubarock in 1915. Dieses Hochaltarbild wurde nach dem Zweiten Weltkrieg mit weiteren zwei Bildern verkauft, um neue Kirchenglocken anzuschaffen. Alle Bemühungen, dieses Hochaltarbild von Josef Wittmann wieder zu bekommen, waren vergebens. Das heutige Altarbild von Erwin Schöppl aus dem Jahre 1946 zeigt den heiligen Georg mit dem Drachen. Die Fresken im Chor: Marter und Glorie Georgs, göttliche Tugenden, Taube mit Ölzweig, Pelikan, Herzen Mariä und Jesu, Lamm, Fisch und Brotkorb sind ebenfalls von dem Kirchenmaler Josef Wittmann wie auch im Langhaus das Deckenfresko vier Szenen Georgs in einem Bild durchlaufend, auch die Kardinaltugenden, der Drachenkampf, Putten um das Heiligen Geist-Loch und vier Embleme der Lauret. Litanai. In 1919, nach dem Zweiten Weltkrieg schuf der Kunstmaler Josef Wittmann die Kanzelbilder, zwei Beichtstuhlgemälde Ecco Homo und Magdalena und den Kreuzweg. Im Altarraum befinden sich auf beiden Seiten des Altarbildes die hölzernen, marmorierten und teilweise vergoldeten Figuren der Regensburger Bischöfe Wolfgang und Albertus Magnus (gefertigt durch die Firma Jakob Helmer aus Regensburg). Rechts vom Hochaltar befindet sich ein in Holz gefasstes Vesperbild mit einer Darstellung Mariens mit dem toten Sohn von 1480, das noch vom gotischen Vorgängerbau stammt. Die drei Glocken des Vorgängerbaus wurden 1908 nach Gailsbach verkauft. Die größte Glöcke aus dem Jahr 1859 ist in Gailsbach noch erhalten. Die Kriegerkapelle zur Schmerzhaften Muttergottes ist 1921 von Heinrich Hauberrisser errichteter Achteckbau mit Vordach auf Pfeilern. Die Friedhofsmauer mit segmentbogigen Toren und Putzgliederungen stammt von 1910.
Weiter bemerkenswert sind:
- Steinkreuz, sog. Pestkreuz, lateinische Form mit verbreitertem Fuß, bez. 1520;
- Friedhofskreuz, Gusseisenkreuz mit Korpus auf gestuftem, teilweise erneuertem Granitsockel, 1909 von J. Brandl

### Orgel
Die im November 2009 geweihte, dreimanualige Orgel – ein Neubau der Orgelbauwerkstätte Thomas Jann aus Allkofen bei Laberweinting – ist eines der mächtigsten Orgelwerke aus jüngerer Zeit im Landkreis Regensburg. Sie birgt in einem barocken Orgelgehäuse aus dem 18. Jahrhundert neue Stimmen sowie gut erhaltene Register des Vorgängerinstrumentes, das im Jahr 1915 von Binder & Siemann erbaut wurde. Die neue Orgel mit mechanischer Spiel- und elektrischer Registertraktur umfasst insgesamt 33 Register auf drei Manualen und Pedal. Die Disposition lautet wie folgt:
| I Hauptwerk C–g3 |                 |       |
| 1.               | Bordun          | 16′   |
| 2.               | Principal       | 8′    |
| 3.               | Tibia           | 8′    |
| 4.               | Flauto dolce    | 8′    |
| 5.               | Gamba           | 8′    |
| 6.               | Octave          | 4′    |
| 7.               | Holzflöte       | 4′    |
| 8.               | Sesquialtera II | 2 ⁄3′ |
| 9.               | Superoctave     | 2′    |
| 10.              | Mixtur IV-V     | 1 ⁄3′ |
| 11.              | Trompete        | 8′    |

| II Schwellwerk C–g3 |                   |       |
| 12.                 | Geigenprincipal   | 8′    |
| 13.                 | Gedeckt           | 8′    |
| 14.                 | Salicional        | 8′    |
| 15.                 | Vox coelestis     | 8′    |
| 16.                 | Fugara            | 4′    |
| 17.                 | Traversflöte      | 4′    |
| 18.                 | Hohlflöte         | 2′    |
| 19.                 | Harmonia aetherea | 2 ⁄3′ |
| 20.                 | Fagott            | 16′   |
| 21.                 | Harmonietrompete  | 8′    |
| 22.                 | Oboe              | 8′    |
|                     | Tremulant         |       |

| III Solowerk C–g3 |             |       |
| 23.               | Rohrflöte   | 8′    |
| 24.               | Principal   | 4′    |
| 25.               | Blockflöte  | 4′    |
| 26.               | Kornett III | 2 ⁄3′ |
| 27.               | Cromorne    | 8′    |
|                   | Tremulant   |       |

| Pedal C–f1 |             |     |
| 28.        | Principal   | 16′ |
| 29.        | Subbass     | 16′ |
| 30.        | Octavbass   | 8′  |
| 31.        | Gedecktbass | 8′  |
| 32.        | Choralbass  | 4′  |
| 33.        | Posaune     | 16′ |

- Koppeln mechanisch: I/P; III/P; Super III/P; II/I; III/I
- Koppeln elektrisch: II/P; Super II/P; II/I; Sub II/I; Super II/I
- Spielhilfen: drei Tritte (Crescendo, Schwellwerk, Solowerk); Zimbelstern; Setzer mit 5.000 Kombinationen

Anmerkungen (Anm.)
1. 1 2 3 4 5 6 7 8 9 10  von Binder & Siemann (1915) übernommen und überarbeitet
2. ↑  Register stammt von der Firma Johannes Schädler aus Donaustauf

### Glocken
Das erste Geläut des jetzigen Kirchengebäudes stammte von 1908 und wurde während des Zweiten Weltkriegs zum Teil für die Rüstungsindustrie eingeschmolzen. Das aktuelle fünfstimmiges Bronze-Geläut (c1-d1-e1-g1-a1) stammt von der Glockengießerei Petit & Gebr. Edelbrock aus Gescher in Westfalen und wurde 1947 gefertigt. Es ist auf das so genannte „ausgefüllte Salve-Regina-Motiv“ gestimmt und stellt zusammen das tontiefste Geläut des Landkreises Regensburg dar.
2022 wurden von der Firma Perner 25 Glocken (h1 bis c4) für das Jubiläumsglockenspiel 2023 gegossen, welche am 11. Juni 2023 durch Rudolf Voderholzer geweiht wurden. Das Glockenspiel wurde im Turm oberhalb der Läuteglocken installiert und erklang am 22. Juni erstmals.